# Donghenan (köpinghuvudort i Kina, Shanxi Sheng, lat 39,38, long 114,04)
Donghenan är en köpinghuvudort i Kina. Den ligger i provinsen Shanxi, i den norra delen av landet, omkring 210 kilometer nordost om provinshuvudstaden Taiyuan. Antalet invånare är 26 083. Befolkningen består av 12 838 kvinnor och 13 245 män. Barn under 15 år utgör 20,0 %, vuxna 15-64 år 71 %, och äldre över 65 år 8,0 %.
Runt Donghenan är det ganska tätbefolkat, med 75 invånare per kvadratkilometer. Donghenan är det största samhället i trakten. Trakten runt Donghenan består i huvudsak av gräsmarker.
Genomsnittlig årsnederbörd är 639 millimeter. Den regnigaste månaden är juli, med i genomsnitt 160 mm nederbörd, och den torraste är januari, med 3 mm nederbörd.